# Lophoptera denticulata
Lophoptera denticulata là một loài bướm đêm trong họ Noctuidae.